# روزاريو إي. أغيلار
روزاريو إي. أغيلار (بالإنجليزية: Rosario E. Aguilar)‏ هو سياسي أمريكي، ولد في 1792، وتوفي في 1847.